# Іпуть
І́путь — річка в Білорусі і Росії, ліва притока Сожа (басейн Дніпра). Протікає Могильовською, Смоленською, Брянською і Гомельською областями. Довжина 437 км, площа басейну 10,9 тисяч км².
Береги річки більшою частиною низькі. Середні витрати біля села Ущерп'є 39,8 м³/ с. У басейні 391 озеро загальною площею 15,7 км². Сплавна.
На Іпуті міста — Сураж, Добруш.